# Tienboerenpolder
De Tienboerenpolder is een voormalig waterschap in de provincie Groningen.
Het waterschap werd opgericht als het Waterschap van W.J. Jonker c.s. en kreeg later de naam Ezingermolenpolder.. In 1911 werd de naam gewijzigd in Achtboerenpolder en in 1915 ten slotte in Tienboerenpolder.
Het schap lag ten zuidoosten van Ezinge aan de zuidkant van het Oldehoofsch kanaal. De westgrens werd gevormd door de Zuiderweg. De zuidgrens lag 1300 m zuidelijk van het kanaal, terwijl de oostgrens halverwege de Zuiderweg en de Meedenerweg lag. Het waterschap loosde zijn water via een duiker (pomp) op het Oldehoofsch kanaal. Voor de afsluiting van het Reitdiep had het waterschap een eigen molen.
Waterstaatkundig gezien ligt het gebied sinds 1995 binnen dat van het waterschap Noorderzijlvest.